# Дом «У Золотой лилии»
Дом «У Золотой лилии» (чеш. Dům U Zlaté lilie) — историческое здание в центре Праги, находится в Старом городе на Малой площади, 12. Расположен рядом с домом ««У Золотого орла»» и домом Рихтера. Охраняется как памятник культуры Чешской Республики.
Здание пятиэтажное, в два окна.
Это готический дом конца XIV века, первое письменное упоминание датируется о нём 1402 годом, как дом «У Лилии». В то время в нём располагалась аптека, просуществовавшая до 1575 года. 3-й и 4-й этажи были построены в эпоху Возрождения, а архитектор Кристоф Динценхофер перестроил дом в стиле раннего барокко до 1698 года. В 1801 году Захариас Фигерт перестроил дом в стиле классицизма.
В конце XVIII века здесь располагался книжный магазин.

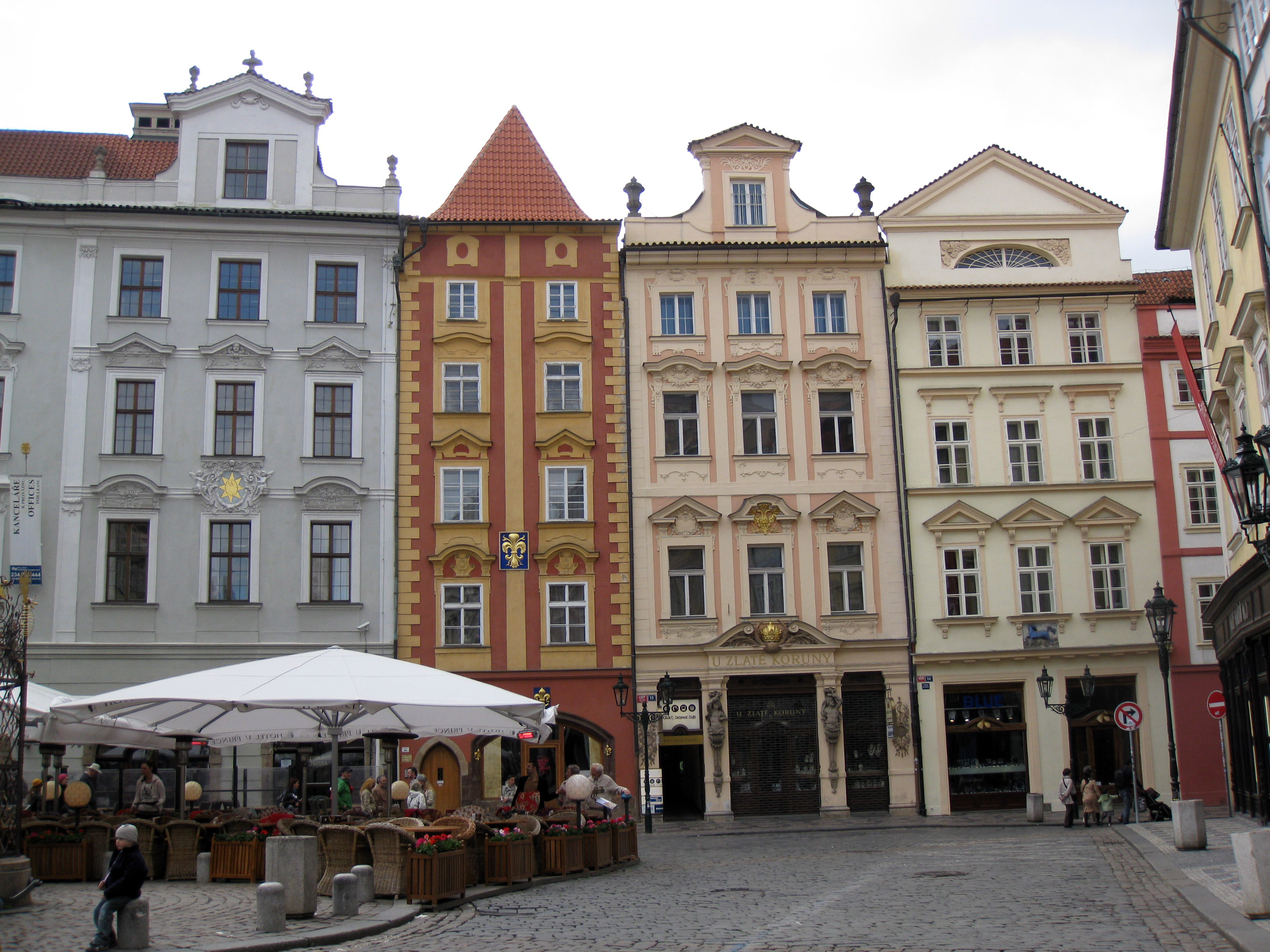
Слева направо дома — Рихтера, «У Золотой лилии», «У Золотого орла», «У Чёрного конька»